# Williamsburg, Pennsylvania
Williamsburg là một thị trấn thuộc quận Blair, tiểu bang Pennsylvania, Hoa Kỳ. Năm 2010, dân số của thị trấn này là 1254 người.